# Rem (bóg)
Rem – w mitologii starożytnego Egiptu bóg-ryba użyźniający ziemię własnymi łzami. Uważany za uosobienie łez boga Ra.

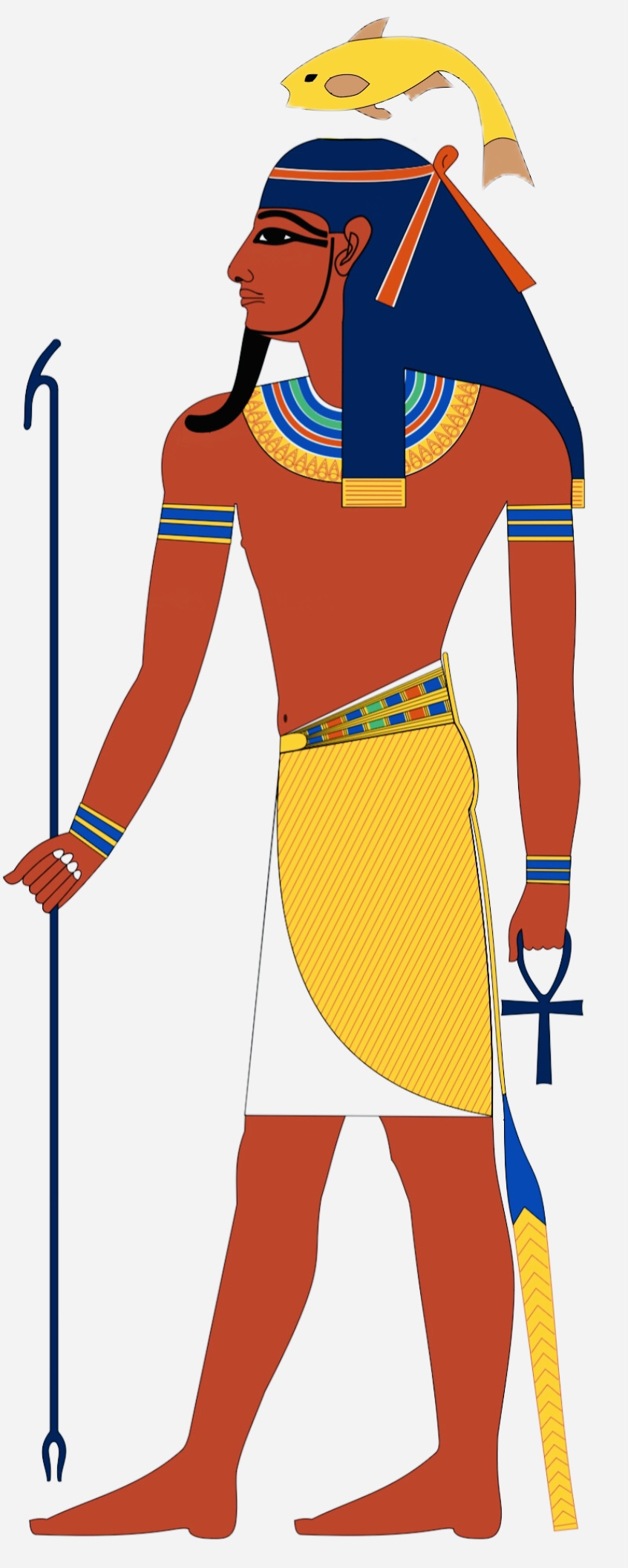
Zrekonstruowany portret boga ryb Rema